# Affäre um deutsche Raketenexperten in Ägypten
Die Affäre um deutsche Raketenexperten in Ägypten war eine internationale politische Auseinandersetzung im Zeitraum zwischen 1962 und 1965, in erster Linie zwischen den Staaten Ägypten, Bundesrepublik Deutschland und Israel. Es ging darum, dass (unter anderem) deutsche Staatsbürger an Rüstungsprojekten in Ägypten mitarbeiteten. Deutsche Experten waren, neben dem Flugzeugbau, an der Entwicklung von Kurzstreckenraketen beteiligt, von denen sich der Staat Israel direkt bedroht fühlte. Diese Vorgänge belasteten das Verhältnis zwischen der Bundesrepublik Deutschland und Israel, die sich zu diesem Zeitpunkt aufeinander zubewegten. Besonders brisant war, dass einzelne der Experten bereits während der Zeit des Nationalsozialismus am deutschen Raketenbau beteiligt waren. Das Thema fand in beiden Ländern, aber vor allem in Israel, große Öffentlichkeit und wurde kontrovers diskutiert. Die Bundesregierung versuchte schließlich, Maßnahmen zu ergreifen, um das Problem zu beseitigen. Bis zum Jahre 1965 hin, als die Bundesrepublik und Israel erstmals diplomatische Beziehungen aufnahmen, hatte die Angelegenheit jedoch immer stärker an Bedeutung verloren, da die deutschen Experten sich sukzessive aus Ägypten zurückzogen.

## Deutsche Experten in Ägypten

### Die erste Generation deutscher Experten in Ägypten
Bereits im arabisch-israelischen Krieg 1948–49 verdingten sich Deutsche in arabischen Armeen und als Freischärler im Kampf gegen das neugegründete Israel. Von wenigen Ausnahmen abgesehen blieb der Einfluss und die Bedeutung dieser Kämpfer jedoch sehr gering. Von größerer Wichtigkeit waren allerdings ehemalige Wehrmachts- und Waffen-SS-Angehörige, die danach als Militärexperten und Ausbilder in den arabischen Streitkräften unterkamen. Ein Beispiel dafür ist der ehemalige General Wilhelm Fahrmbacher, der die Ausbildung der ägyptischen Armee übernahm. Dieser behauptete, dass seine Tätigkeit vom deutschen Wirtschaftsministerium toleriert würde. Ein ehemaliger deutscher Kapitän arbeitete als Ausbilder bei der ägyptischen Marine. Insgesamt waren Anfang der 1950er-Jahre etwa 50 Personen in Ägypten im militärischen Bereich beschäftigt. Wilhelm Voß, während der Zeit des Nationalsozialismus Generaldirektor der Reichswerke „Hermann Göring“, baute in Ägypten eine Rüstungsindustrie von eher geringer Kapazität auf. Neben Fabriken für Handfeuerwaffen und Munition handelte es sich auch um „erste Raketenkonstruktionen“. Rolf Engel, ein deutscher Raketen-Ingenieur und ehemaliger SS-Hauptsturmführer, versuchte sich an der Entwicklung einer kleinen Rakete, die sich jedoch als nicht funktionstüchtig erwies. Aus einem Gespräch zwischen Bundeskanzler Konrad Adenauer und dem Leiter der Israel-Mission, Felix Elieser Shinnar, geht hervor, dass die Bundesregierung von der Tätigkeit der Deutschen in Ägypten wusste. Um den Vorgängen entgegenzuwirken, erließ sie Anfang der 1950er-Jahre ein Gesetz, das Deutschen verbot, sich in den Dienst fremder Armeen (außer der Fremdenlegion) zu stellen. Allerdings wurde betont, dass man einer Anzahl von Spezialisten in Ägypten gesetzlich nicht beikommen könne und außerdem angesichts der weltpolitischen Lage deutsche Experten sowjetischen vorzuziehen seien. Durch die Tatsache, dass Ägypten zu diesem Zeitpunkt noch wenig in den Raketenbau investierte und dass die Sowjetunion größeren Einfluss im Nahen Osten bekam, löste sich das Problem zur Mitte der 1950er-Jahre langsam von selbst.

### Die zweite Generation deutscher Experten in Ägypten
Der ägyptische Staatspräsident Gamal Abd el-Nasser baute am Ende der 1950er-Jahre seine eigene Rüstungsindustrie aus, um weniger abhängig von der Unterstützung durch England und die Sowjetunion zu sein. Dazu warb man durch die schweizerischen Tarnfirmen „MECO“ und „MTP“ ausländische Techniker und Wissenschaftler an. Deutsche Experten waren sowohl im Bereich der Flugzeug- als auch der Raketentechnik involviert.
Im Jahre 1960 wurde Eugen Sänger von Nasser angeworben, um aber nach knapp zwei Monaten auf Bitten des Bundesverkehrsministeriums die dortigen Vorlesungen wieder einzustellen. Sänger war ein prominenter Wissenschaftler, der bereits während des Zweiten Weltkriegs das Raketenversuchsgelände Trauen in Konkurrenz zu Peenemünde aufgebaut hatte. Nach dem Krieg war er erst in Frankreich tätig und kehrte dann nach Deutschland zurück, um das Stuttgarter „Forschungsinstitut für Physik der Strahlantriebe“ aufzubauen und zu leiten. Mit ihm gingen seine Mitarbeiter Paul Goercke und Wolfgang Pilz und zwei weitere Personen, die wie Goercke und Pilz ebenfalls bereits Hitlers Raketen entwickelt hatten. Der ehemalige Geschäftsführer des Instituts, Heinz Krug, nahm ebenfalls eine wichtige Rolle ein: Er gründete im Juli 1960 die Firma „Intra-Handelsgesellschaft mbH“, deren Aufgabe es war, die betreffende Produktion in Ägypten mit den entsprechenden Materialien zu versorgen. Das waren die prominenteren Persönlichkeiten, die am Raketenprojekt arbeiteten. Während die „Stuttgarter Zeitung“ im August 1962 von etwa 150 deutschen Spezialisten sprach, waren im Oktober 1964 insgesamt 320 Fachkräfte mit deutscher Staatsbürgerschaft in Ägypten beschäftigt, wobei unklar bleibt, wie viele davon aus der DDR kamen. Tatsache ist jedoch, dass der größere Teil dieser Personen an der Herstellung von Kampfflugzeugen beteiligt war. Es waren zeitweise nur etwa zwölf deutsche Wissenschaftler und Techniker insgesamt, die sich mit der Entwicklung von Raketen befassten. Das Auswärtige Amt behauptete 1963, dass von diesen nur vier aus der Bundesrepublik kämen, sechs aus der DDR und zwei aus Österreich stammten. Im Laufe der Entwicklung dieser Affäre veränderte sich die Anzahl der Beschäftigten.
Des Flugzeugbaus hatte sich die Firma Willy Messerschmitt angenommen. Diese verkaufte die Lizenz zum Nachbau eines Düsenflugzeugs an die Ägypter. Unter der Leitung des ehemaligen SS-Standartenführers Ferdinand Brandner wurden die Flugzeuge seit 1960 in Ägypten zusammengesetzt. In den Fabriken arbeiteten zu dieser Zeit unter anderem „rund 200 Deutsche und Österreicher“. Bei den Deutschen soll es sich jedoch hauptsächlich um Personen aus der DDR gehandelt haben. Eine ganze Reihe deutscher Unternehmen profitierte von Nassers Rüstungsvorhaben, indem sie Zubehör an die Militärfabriken in Ägypten lieferten. Zu beachten ist überdies, dass der Bund mit 7 % an der Firma Messerschmitt beteiligt war.

## Die Raketen
Die Raketen, die in Ägypten gebaut wurden, waren Boden-Boden-Raketen. Man gab ihnen die Namen „El-Kahir“ („Der Eroberer“) und „El-Safir“ („Der Sieger“). Während „der Eroberer“ eine Reichweite von 560 km aufwies, kam die Rakete des zweiten Typs nur auf 280 km. Damit hätten die Ägypter theoretisch jeden Punkt in Israel unter Beschuss nehmen können. Jedoch besaßen diese Raketen kein effizientes Lenkungssystem, weshalb man schon damals – in erster Linie seitens der US-Regierung und in Kreisen der Bundesregierung – den militärischen Wert der Waffe für sehr gering erachtete. Mit der Entwicklung von ABC-Gefechtsköpfen waren deutsche Techniker nicht beschäftigt, offenbar war Ägypten zu diesem Zeitpunkt generell nicht dazu in der Lage.

## Bekanntwerden des Projekts und darauffolgende Reaktionen

### Reaktionen in Israel und Deutschland
Die Öffentlichkeit wurde 1962 auf das Raketenprojekt aufmerksam gemacht. Am 21. Juli des Jahres wurden in Ägypten während eines Pressetermins vier der produzierten Raketen testweise abgefeuert. Zwei Tage danach, am Jahrestag der ägyptischen Revolution, stellte man bei einer Militärparade nochmals einige Exemplare zur Schau. Nasser sprach dabei von einer Reichweite „bis südlich von Beirut“, um anzuzeigen, dass Israel das geplante Ziel dieser Raketen war. Damals gingen Experten jedoch davon aus, dass bei der Parade nur Attrappen der Geschosse zu sehen waren.
Dem israelischen Geheimdienst Mossad waren die Bestrebungen Nassers schon vorher bekannt. Am 30. August 1962 wurde Franz Böhm, der CDU-Abgeordnete und Leiter der deutschen Delegation bei den Wiedergutmachungsverhandlungen, von der israelischen Außenministerin Golda Meir über den Umstand unterrichtet. Meir sprach mit Verweis auf den Holocaust davon, dass Deutsche bereits wieder an der Planung der „Zerstörung jüdischer Städte und jüdischen Landes“ teilnähmen. Weiter bat sie die Bundesregierung, sich öffentlich von den betreffenden Deutschen zu distanzieren und einem weiteren Zustrom von Fachkräften nach Ägypten durch das Entziehen von Pässen entgegenzuwirken. Böhm informierte den Bundeskanzler, der am 16. Oktober 1962 jedoch verlauten ließ, dass man auf gesetzgeberischer Ebene diesbezüglich nichts unternehmen könne, die Vorgänge aber im Auge behalte. Böhm widersprach zwar in einem Memorandum, jedoch wurde seitens der Bundesregierung zunächst nichts unternommen.
Der ganze Verlauf der Affäre war in der Folge von einer sehr emotionalen Debatte um die deutschen Wissenschaftler und einer antideutschen öffentlichen Meinung in Israel geprägt. Aufgrund der (nicht beweisbaren) Behauptungen des Mossad, dass ABC-Waffen in Ägypten entwickelt würden, fielen dabei auch Begriffe wie „Endlösung“ oder „biologische Vernichtung“. Am 20. März 1963 verabschiedete die Knesset eine Resolution, in der die Bundesregierung aufgefordert wurde, die Tätigkeit der deutschen Experten zu unterbinden. Des Weiteren setzte die israelischen Regierung fälschlicherweise die Zahl der am Raketenprojekt arbeitenden Personen deutscher Staatsbürgerschaft mit etwa 30 bis 40 Personen zu hoch an, dem die deutsche Regierung widersprach. Ferner wehrte sich die Bundesregierung gegen den von Israel gebrauchten Terminus „Vernichtungswaffen“, da Flugzeuge und Raketen diesen nicht zuzurechnen seien. Ein Sprecher der Bundesregierung erklärte am 27. März 1963, dass Deutsche nicht an der Entwicklung von ABC-Waffen beteiligt seien, und wiederholte, dass man auch keine Möglichkeit sähe, etwas gegen die Spezialisten in Ägypten zu unternehmen. Am 28. Juni beschloss der Bundestag einstimmig einen Antrag, die Regierung solle die Ausarbeitung eines betreffenden Gesetzes prüfen. Zu einem solchen kam es jedoch nicht.
Ein weiteres Argument der Bundesrepublik war die Ansicht, dass deutsche Experten in Ägypten sowjetischen vorzuziehen seien. Die USA vertraten diese Meinung ebenfalls, genau wie Nasser selbst. Die ägyptische Regierung drohte indirekt damit, die DDR anzuerkennen, falls die Bundesrepublik ernsthaft versuche, die Fachkräfte von der Ausübung ihrer Arbeit in Ägypten abzuhalten. Die US-Regierung wies die Israelis außerdem darauf hin, dass sie die Gefährlichkeit der Raketen überschätzten.
Trotz allem Widerspruch gegen die israelischen Anschuldigungen einigte sich die Bundesregierung relativ frühzeitig, dass man die Tätigkeit der Wissenschaftler nach Möglichkeit unterbinden sollte. In einer internen Besprechung im Bundeskanzleramt am 26. März 1963 kam man zu dem Schluss, dass das Problem zwar aktiv, aber vorsichtig bekämpft werden müsse.
Unter den in dieser Frage deutlich überwiegenden anti-deutschen Stimmen in der israelischen Politik und Öffentlichkeit gab es zwei Personen, die in der Frage Verständnis für Deutschlands Verhalten zeigten: Zum einen der israelische Ministerpräsident David Ben-Gurion, der sein Parlament davor warnte, obwohl Deutsche Nasser beim Aufbau von Waffen unterstützen, „das Kind mit dem Bade auszuschütten“, zum anderen der israelische Landwirtschaftsminister Mosche Dajan, der betonte, dass die Raketenforscher nicht mit dem deutschen Volk gleichzusetzen seien.

### Aktivitäten des Mossad
Ab Sommer 1962 kam es zu einer Serie von Vorkommnissen, die auf Aktivitäten des israelischen Geheimdiensts zurückgeführt werden:
- Am 7. Juli 1962 stürzte die Chartermaschine des MECO-Gründers Hassan Sayid Kamil über Deutschland bei Birgte ab. Dieser hatte kurz vor dem Start umdisponiert, sodass seine Ehefrau Helene, geb. Herzogin zu Mecklenburg (* 1924) bei dem Unglück zu Tode kam. Man vermutete eine Bombe als Ursache.[D 6]
- Wenige Monate später verschwand Heinz Krug unter ungeklärten Umständen. Während die Polizei 1962 noch Vermutungen anstellte, er sei vom ägyptischen Geheimdienst gewaltsam nach Ägypten geholt worden, wurde 1963 über ein anonymes Schreiben berichtet, das behauptete, Krug sei tot. Der Jurist tauchte jedenfalls nie wieder auf.[H 5] Nach Recherchen des Journalisten Ronen Bergman wurde Krug vom israelischen Geheimdienst Mossad entführt und nach mehrmonatigen Verhören getötet.[12] (Siehe auch:  Otto Skorzeny, Legenden.)
- Im November des gleichen Jahres explodierte in einer ägyptischen Flugzeugfabrik eine Paketbombe und tötete fünf ägyptische Arbeiter, sechs weitere wurden verletzt.
- Im selben Monat wurde Hannelore Wende, die Sekretärin von Pilz, Opfer einer weiteren Briefbombe. Sie verlor dabei ihr Augenlicht.[13]
- Am 20. Februar 1963 wurde auf Hans Kleinwächter, der in seiner deutschen Firma Zubehörteile für die ägyptischen Raketen produzierte, ein Mordanschlag verübt. Dabei wurde ihm auf dem Nachhauseweg von Bewaffneten aufgelauert, die das Feuer auf ihn eröffneten. Er überlebte den Anschlag unverletzt.[D 7]
- Den spektakulärsten Vorfall stellte die versuchte Erpressung der Kinder des Spezialisten Goercke dar: Ein anonymer Anrufer bat die beiden, sich mit ihm zu treffen. Die Tochter Heidi Goercke willigte in ein Treffen ein, das in einem Hotel in Basel stattfand. Die schweizerische Polizei wurde jedoch im Voraus informiert. Bei dem Treffen wurde der Tochter von den für Israel tätigen Agenten Otto Joklik und Joseph Ben-Gal angedroht, ihr Vater werde getötet, wenn sie ihn nicht dazu bewegen würde, wieder nach Deutschland zurückzukehren. Die Polizei, die das Gespräch abhörte, nahm die beiden Männer kurz darauf fest und klagte sie der versuchten Nötigung an. Joklik hatte anfänglich selbst in Ägypten gearbeitet, laut eigenen Angaben aber aus Gewissensgründen auf die Seite Israels gewechselt. Ein Gericht in der Schweiz befand die beiden für schuldig und verurteilte sie zu zwei Monaten Haft, die sie bereits mit der Untersuchungshaft abgesessen hatten. Sie kamen daraufhin umgehend wieder auf freien Fuß. Die Ermittlungsbehörden vermuteten, dass Joklik bei den vorangegangenen Geheimdienstaktionen ebenfalls eine wichtige Rolle spielte. Westdeutschland stellte daher einen Auslieferungsantrag, der von den Eidgenossen allerdings abgelehnt wurde.[13][D 8]

Nachdem die Presse sich des Themas angenommen hatte, sah sich der Geheimdienstchef Isser Harel dazu veranlasst, seine Gegenmaßnahmen auf den publizistischen Bereich zu verlegen und verlauten zu lassen, dass in Ägypten an ABC-Waffen gearbeitet werde. Er musste jedoch zurücktreten, als Ben-Gurion ihn 1963 mit den Erkenntnissen des israelischen Militärgeheimdiensts Aman konfrontierte, der die Gefahr durch ägyptische Waffen realistischer einschätzte und darauf hinwies, dass die Raketen keine Leitsysteme besäßen und auch nicht mit ABC-Sprengköpfen ausgerüstet werden könnten. Die Qualifikation der beteiligten Wissenschaftler wurde darüber hinaus als eher gering eingeschätzt. Die Raketenforscher Pilz und Goercke selbst stritten, offensichtlich von den Ereignissen aufgeschreckt, jede Beteiligung an militärischem Raketenbau ab.

### Die deutschen Bemühungen
Böhm erörterte bereits im November 1962 in einem Memorandum an den Bundestagspräsidenten Eugen Gerstenmaier vier vorhandene Möglichkeiten, die sich der Bundesrepublik Deutschland unter Umständen böten, um die deutschen Spezialisten aus Ägypten zurückzuholen: Er sprach dabei von einer möglichen Ausnutzung des Passwesens und des Strafrechts. Er widersprach Adenauer, der keine gesetzlichen Optionen sah. Das Passgesetz besage nämlich, dass man einer Person den Pass versagen oder entziehen könne, falls diese die Sicherheit der Bundesrepublik gefährde oder auf sonstige Weise die Belange Deutschlands erheblich tangiere. Diese Situation sei durch die Arbeit der Raketenforscher durchaus gegeben. Weiter führte er aus, dass eventuell sogar der Strafbestand des Landesverrats vorläge, wenn ein Wissenschaftler, der an einem deutschen Forschungsinstitut, das von öffentlichen Mitteln getragen wird, beschäftigt sei und eine Nebentätigkeit im Dienste einer fremden Regierung annehmen würde. Im Hinblick auf das besagte Stuttgarter Forschungsinstitut nannte er außerdem das mögliche Einbringen von entsprechenden Vertragsklauseln in den Anstellungsverträgen bei Fachkräften, die in den betreffenden Bereichen arbeiteten. Außerdem regte er an, in Deutschland bessere Berufsaussichten und Berufsbedingungen für solche Spezialisten zu schaffen, damit diese gar nicht erst motiviert würden, sich im Ausland eine Beschäftigung zu suchen. Das Auswärtige Amt ließ daraufhin jedoch verlauten, dass man nichts machen könne, da die deutschen Wissenschaftler ihre Wohnsitze nach Ägypten verlegt hätten und es außerdem keine Hinweise gäbe, dass Teile und Zubehör für Nassers Raketen in Deutschland gefertigt würden.
Im März 1963 gab der SPD-Abgeordnete Heinrich Ritzel ein Rundschreiben an seine Fraktion heraus, in dem er diese aufforderte, sich mit dem Problem der deutschen Raketenexperten zu befassen. Darin kritisierte er die ablehnende Haltung des Auswärtigen Amts. Er wies auf ein schweizerisches Gesetz hin, das besagte, dass es Schweizern bei Strafe verboten sei, in einer fremden Armee zu dienen. Er war der Meinung, dass das Entwickeln von Raketen dem Dienst an der Waffe durchaus gleichzusetzen sei.
Unter der Leitung Böhms legte ein Ausschuss im Mai des Jahres einen Gesetzentwurf vor, der eine Genehmigungspflicht für das Arbeiten Deutscher an ABC-Waffen und Raketen im Ausland vorsah. Dieser konnte sich jedoch nicht durchsetzen, da einige Abgeordnete unter anderem das im Grundgesetz vorgesehene Recht auf Freizügigkeit beeinträchtigt sahen. Der Entwurf erwog eine Abänderung des Artikels 26 des Grundgesetzes, der zum Inhalt hat, dass Waffen nur mit Genehmigung der Regierung hergestellt werden dürfen. Danach wurde die Bundesregierung vom Parlament mit der Problemlösung beauftragt, die daraufhin einen interministeriellen Ausschuss aus Vertretern der Ressorts des Äußeren, des Inneren, der Justiz, der Wirtschaft und dem der wirtschaftlichen Zusammenarbeit formierte. Das Wirtschaftsministerium war der Meinung, dass ein Verbot der Tätigkeit deutscher Wissenschaftler auf der Grundlage einer Verordnung durchaus möglich sei, wenn im Sinne des Außenwirtschaftsgesetzes eine Störung des Völkerfriedens vorläge. Man wandte jedoch ein, es gebe dabei viele Umgehungsmöglichkeiten und es wäre außerdem problematisch, nur Ägypten in den Geltungsbereich aufzunehmen. Man befürchtete als Folge die Anerkennung der DDR und negative Auswirkungen auf die wirtschaftlichen Beziehungen zu den arabischen Staaten. Ein weiterer Vorschlag Böhms, generell keine Genehmigung für eine Beteiligung an Kriegswaffenproduktion durch Deutsche zu erteilen, scheiterte ebenso an außenpolitischen Bedenken. Ferner wies man darauf hin, dass deutsche Forscher auch in anderen Ländern an militärischen Projekten arbeiteten.
Insgesamt betrachtet war die Bundesregierung durchaus bestrebt, die Deutschen in Ägypten zur Rückkehr zu bewegen. Bundeskanzler Ludwig Erhard äußerte in einer Rede vom 15. Oktober 1964 sein Verständnis für die Reaktion Israels und betonte, dass die Tätigkeit der deutschen Experten von Deutschland missbilligt werde. Allerdings konnte sich die deutsche Regierung letztlich nicht zu einer gesetzgeberischen Maßnahme durchringen, da man den Gegenargumenten größeres Gewicht beimaß. Erfolge erzielte die Bundesrepublik erst, nachdem sie versuchte, die deutschen Raketenexperten durch lukrative Angebote in Deutschland zum Umdenken zu bewegen. Dazu kam es jedoch erst, nachdem Israel über einen längeren Zeitraum politischen Druck ausgeübt hatte.

## Ergebnisse und Beendigung der Affäre
Die Differenzen zwischen Ben-Gurion und dem israelischen Parlament führten am 7. April 1963 schließlich zu dessen Rücktritt. Zuvor wurde er beschuldigt, geheimdienstliche Erkenntnisse über die Experten unter Verschluss gehalten zu haben, um die Aktionen des Mossad zu beenden. Sein Nachfolger wurde Levi Eschkol.
Bereits 1963 ließ sich ein Schwund der deutschen Fachkräfte in Ägypten feststellen, die von westdeutschen Betrieben angeworben wurden. Nasser versuchte das zu kompensieren, indem er seinerseits neue Spezialisten anwarb. Er ersetzte die Deutschen mit Experten aus Österreich, der Schweiz und den Vereinigten Staaten.
Die deutschen Behörden verboten die Abwerbung von Arbeitskräften und wirkten auf Firmen ein, die die ägyptische Rüstung mit Material versorgten. Das Wirtschaftsministerium stellte Untersuchungen bei mehreren dieser Firmen an, was ebenfalls einen Teil zu dieser Entwicklung beitrug. Im März 1965 stand fest, dass die Anzahl der in Ägypten Tätigen in den Vormonaten deutlich zurückgegangen war. Die prominenten Wissenschaftler standen ebenfalls nicht mehr im Dienste Nassers. Am 11. August 1965 gab ein Sprecher der Firma MTP zur Kenntnis, dass 200 Deutsche unter den etwa 350 Experten nach Deutschland zurückkehren wollten. Der Sprecher hatte sich offenbar selbst ein Bild der Lage in Ägypten gemacht und kam zu dem Schluss, dass das Rüstungsprogramm nach dem Weggang der Deutschen zusammenbrechen müsse. Dass die Raketenentwicklung Kürzungen des ägyptischen Staatshaushalts zum Opfer fiel, soll diese Entwicklung sehr begünstigt haben. Die Krise war praktisch beigelegt. Die letzten deutschen Raketenforscher verließen Ägypten nach dem Sechstagekrieg im Sommer 1967.

## Varia
Die Arbeit deutscher „Experten“, zum Teil nationalsozialistisch vorbelastet, ist auch Gegenstand des dokumentarischen Romans „Die Experten“ von Merle Kröger, der 2021 bei Suhrkamp erschienen ist. 2022 produzierten Deutschlandfunk Kultur und der NDR eine auf dem Roman basierende fünfteilige Hörspielserie.

## Einzelbelege
1. ↑  Zu diesen Leuten: Avedis Boghos Derounian als John R. Carlson: Araber rings um Israel. Verlag der Frankfurter Hefte 1953, durchgehend.
2. 1 2 3 4 5 6 7  Deutsche Raketen für Nasser. In: Der Spiegel. (1963) H. 19, S. 56–71.
3. ↑  Raketen-Krug: Freunde der Braut. In: Der Spiegel. (1962) H. 40, S. 48–49.
4. ↑  Hans-Peter Schwarz (Hrsg.): Akten zur Auswärtigen Politik der Bundesrepublik Deutschland. 1964. Bd. 1–2. München 1995 (Akten zur Auswärtigen Politik der Bundesrepublik Deutschland), Dok. 276, Anm. 17.
5. ↑  Schwarz AAPD 1963, Dok. 188
6. ↑  Jörg Seelbach: Die Aufnahme der diplomatischen Beziehungen zu Israel als Problem der deutschen Politik seit 1955. Meisenheim am Glan 1970 (Marburger Abhandlungen zur Politischen Wissenschaft Bd. 19), S. 110.
7. ↑  Rolf Vogel (Hrsg.): Deutschlands Weg nach Israel. Eine Dokumentation. Stuttgart 1967, S. 233.
8. ↑  Schwarz AAPD 1963, Dok. 289, Anm. 2.
9. ↑  Rainer A. Blasius: Geschäftsfreundschaft statt diplomatischer Beziehungen. Zur Israel-Politik 1962/63. In: Rainer A. Blasius (Hrsg.): Von Adenauer zu Erhard. Studien zur Auswärtigen Politik der Bundesrepublik Deutschland 1963. München 1994, (Schriftenreihe Vierteljahrshefte für Zeitgeschichte Bd. 68), S. 160.
10. ↑  Seelbach, S. 111–113.
11. ↑  Schwarz AAPD 1963, Dok. 133.
12. ↑  Mordauftrag vom Mossad-Chef, Spiegel Online, 22. Januar 2018
13. 1 2  Israel/Agentenkrieg: Heidi und die Detektive. In: Der Spiegel. 1963, H. 13, S. 68–70.
14. ↑  Vogel, S. 228–240.
15. ↑  Blasius, S. 174–175.
16. ↑  Amnon Neustadt: Die deutsch-israelischen Beziehungen im Schatten der EG-Nahostpolitik. Frankfurt am Main 1983, S. 55.
17. ↑  Felix E. Shinnar: Bericht eines Beauftragten. Die deutsch-israelischen Beziehungen 1951–1966. Tübingen 1967, S. 138.
18. ↑  Yeshayahu A. Jelinek: Deutschland und Israel 1945–1965. Ein neurotisches Verhältnis. München 2004 (Studien zur Zeitgeschichte Bd. 66), S. 606.
19. ↑  NDR: Die Experten. Abgerufen am 13. Dezember 2022.

- Inge Deutschkron: Israel und die Deutschen. Das besondere Verhältnis. Köln 1983.

1. ↑  S. 202.
2. ↑  S. 203.
3. ↑  S. 199–200.
4. ↑  S. 199.
5. ↑  S. 216.
6. ↑  S. 207.
7. ↑  S. 208.
8. ↑  S. 209.
9. ↑  S. 217.

- Niels Hansen: Aus dem Schatten der Katastrophe. Die deutsch-israelischen Beziehungen in der Ära Konrad Adenauer und David Ben-Gurion. Ein dokumentierter Bericht. Düsseldorf 2002. (Forschungen und Quellen zur Zeitgeschichte Bd. 38)

1. ↑  S. 638.
2. 1 2 3  S. 642.
3. ↑  S. 233.
4. ↑  S. 638.
5. 1 2  S. 640
6. ↑  S. 641.
7. ↑  S. 644–645.
8. ↑  S. 649–650.
9. ↑  S. 651.
10. ↑  S. 652.
11. ↑  S. 654.
12. ↑  S. 664.

- Markus A. Weingardt: Deutsche Israel- und Nahostpolitik. Geschichte einer Gratwanderung seit 1949. Frankfurt am Main u. a. 2002.

1. ↑  S. 138.
2. ↑  S. 135.
3. 1 2  S. 139.
4. ↑  S. 139 Anm. 252.
5. ↑  S. 140.

- Yeshayahu A. Jelinek (Hrsg.): Zwischen Moral und Realpolitik. Deutsch-israelische Beziehungen 1945–1965. Eine Dokumentensammlung. Gerlingen 1997. (Schriftenreihe des Instituts für Deutsche Geschichte Universität Tel Aviv Bd. 16)

1. ↑  S. 88.
2. ↑  S. 88–89.
3. ↑  S. 89.
4. ↑  S. 603–604.